# ゼイヴィアソーベースド
ゼイヴィア・ロペス（Xavier Lopez、2003年10月23日 - ）は、ゼイヴィアソーベースド（xaviersobased）として知られる、ニューヨーク市出身のアメリカ合衆国のラッパー兼レコードプロデューサーである。彼は、その風変わりなラップとプロダクションスタイルで知られている。彼はヒット曲「Patchmade」で初めて認知された。彼の楽曲はトラップ、プラグ、ジャーク、そしてハイパーポップなど、多くのジャンルにわたっている。

## 私生活
ゼイヴィア・ロペスことゼイヴィアソーベスどは2003年10月23日に、ニューヨーク市のマンハッタン、アッパー・ウエスト・サイドで生まれた。彼は民族的にはドミニカ系である。彼の母親は1980年代にDJとして働き始めた。彼は、初期の音楽的インスピレーションとしてチーフ・キーフ、Hi-C、ヤング・リーン、リル・B、デュワップ・ケインを挙げている。
ロペスは、アンダーグラウンドのヒップホップコレクティブ「1c34」の創設者である。彼はまた、コレクティブ「Novagang」とも関係がある。

## キャリア
ロペスのXaviersobased名義での最初の曲は2016年6月8日にリリースされた。2024年1月11日、彼はサーフ・ギャングのプロデューサー、Evilgianeおよび同僚ラッパーのネットスペンドと共に「40」というシングルをリリースした。2024年1月12日、ロペスは人気のラジオ番組「On The Radar」にゲスト出演し、DJ Ess提供のインストゥルメンタルに乗せてフリースタイルを披露した。このフリースタイルは後に、彼のプロジェクト『Keep It Goin Xav』で「Special」というトラックとして発表された。1月16日、彼はDJ Rennessyがホストを務める15トラックのSoundCloud限定プロジェクト『Keep It Goin Xav』をリリースし、ラッパーのネットスペンド、Yhapojj、Jtxpo、Kuruが参加した。『Keep It Goin Xav』は後に他のストリーミングプラットフォームでもリリースされた。
『Keep It Goin Xav』のレビューで、Pitchforkのアルフォンス・ピエールは、様々な影響を受けているにもかかわらず、ゼイヴィアソーベースドのスタイルは強力なニューヨーク・ラップのアイデンティティを保持しており、一般的に「不定形な」インターネット・ラップシーンで彼を際立たせていると書いた。彼はこの音楽を「活気に満ち、即興的で、めちゃくちゃ楽しい」と評する一方で、ボーカルが重厚にレイヤーされ、時にはピッチシフトされているため、比較的アクセスしにくいとも述べた。彼はさらに、速いトラックの選択を賞賛し、遅いトラックは面白みに欠けるが、繊細さが欠けているわけではないとコメントした。
ロペスは2024年の2枚目のミックステープ『with 2』を6月5日にリリースした。このアルバムは、一部未完成であったが、1週間前に完全にリークされたため、急いでリリースされた。Pitchforkのレビューで、キーラン・プレス＝レイノルズは、ロペスの同業者がより広い聴衆にアピールするためにサウンドを希釈する傾向がある中で、「どうでもいいと思っている人を見るのは楽しい」と述べた。
2025年2月25日、ゼイヴィアソーベースドがネットスペンドの「Invert」ツアーに参加することが発表された。
2025年3月18日、ゼイヴィアソーベースドをフィーチャーしたネットスペンドの楽曲「Impact」が全ストリーミングプラットフォームでリリースされた。この曲は2025年2月28日にネットスペンドがホストしたInstagramライブでプレビューされ、その際にはロペスも同伴していた。

## ディスコグラフィ

### スタジオ・アルバム
- 2,000（2021年）
- nothingness（2022年）
- and when（2022年）